# إبراهيم سويد
إبراهيم سويد، لاعب كرة قدم سعودي سابق.
هو إبراهيم سويد محبوب الشهراني ولد في 21 يوليو 1974 مدينة خميس مشيط جنوب السعودية لعب لأندية الأهلي والاتحاد, كما مثل المنتخب السعودي.
السويد كان يلعب في مركز الوسط المتقدم إضافة لقدرته على اللعب في مركز الهجوم، وهو من عائلة رياضية معروفة إذ أن شقيقه الأكبر محمد سويد لعب للاتحاد فيما ان شقيقه الآخر سالم سويد لعب للاتحاد والأهلي، كما أن شقيقيه الآخرين محبوب سويد ومساعد سويد لعبا مع الأهلي.
شارك إبراهيم مع منتخب السعودية لكرة القدم في كأسي العالم 1998 و2002 كما شارك في كأس القارات في النسختين 1997 و1999، وحقق مع الاتحاد بطولتين دوري أبطال أسيا عام 2004 و2005 ووكما شارك مع ناديه الاتحاد في كأس العالم للأندية 2005.

## مسيرته الكروية
سلك إبراهيم السويد نفس الطريق الذي سار عليه شقيقاه اللذان يسبقانه بالعمر، محمد وسالم سويد حيث انطلقا من نادي ضمك في خميس مشيط قبل أن يرحلان للعب مع أحد الاندية الكبيرة.
وكان إبراهيم قد تألق في بداية التسعينات مع نادي ضمك وقدم مستويات متميزة، وكان إبراهيم في طريقه للانتقال إلى نادي الاتحاد بيد أن شقيقه الأكبر محمد حوله إلى النادي الأهلي نتيجة لخلافه مع إدارة النادي.
كان عام 1416هـ هو بداية مسيرة إبراهيم مع الاهلي، وأخذ مكانه بسرعة أسرع من الصوت كدعامة أساسية في صفوف الأهلي فإمكانياته الفنية وإخلاصه كان يحتم ذلك ولم يلبث أن لفت أنظار مدربي المنتخب فكان هدفاً لهم لضمه للأخضر.
حقق السويد مع الاهلي أول بطولة في عام 1418هـ على كأس سمو ولي العهد وهي البطولة التي روت عطش الاهلي بعد صيام أكثر من 12 عاماً عن البطولات.
وظل السويد ركيزة أساسية في تشكيلة الاهلي وحقق معه العديد من البطولات والتي ساهم فيها بتسجيله أو صناعته للاهداف قبل أن يعلن عام 1425هـ قراره بالانتقال لصفوف الاتحاد النادي الذي لعب له شقيقاه محمد وسالم.
ومع الاتحاد حقق العديد من البطولات أبرزها دوري أبطال آسيا 2005 والمشاركة في كاس العالم في اليابان وتحقيق دوري أبطال العرب 2005 ولقب الدوري عام 2007م.

## مسيرته الدولية
بعد تألقه في بداية مسيرته مع الاهلي اختير ضمن قائمة الاخير في تصفيات كاس العالم 98 بفرنسا. وهذه التصفيات شهدت مولد نجم حقيقي حيث سجل فيها خمسة أهداف واحدة منها كانت في شباك قطر وهو الهدف الذي أهل المنتخب رسمياً إلى المونديال.
وحينها كان لابد من الفوز أو الخروج، وانتهى اللقاء بهدف السويد الثمين، ليتأهل المنتخب للمرة الثانية على التوالي في تاريخه لكأس العالم.
وبعد مشاركته في كأس العالم 97 التي قدم فيه مستويات متميزة، نجح في تحقيق لقب أول مع المنتخب وكان في عام 98 بقطر حيث تحصل الأخضر حينها على لقب كأس العرب والتي شهدت تسجيل السويد لهدف في مرمى الجزائر.
واصل السويد مسيرته الدولية وشارك في كأس القارات 99 بالمكسيك والتي قدم فيها الأخضر عروضاً مميزة، وسجل فيها السويد هدف أمام منتخب مصر.
كما تأهل مع الأخضر لمونديال كوريا الجنوبية واليابان 2002, وساهم أيضاً في تأهل الأخضر لكأس العالم 2006 بألمانيا، ليختتم بعدها مسيرته الدولية قبل أن يودع عام 2008 الكرة بشكل نهائي.

## اسهاماته مع الاندية
- مع الأهلي:
- كاس ولي العهد 1418هـ و1422هـ .
- كأس الأمير فيصل 1421هـ و1422هـ .
- كأس الصداقة الدولية 1422هـ و1423هـ.
- كأس الاندية العربية 1423هـ.
- كأس الخليج للأندية 1422هـ.

- مع الاتحاد:
- دوري أبطال آسيا 2005م.
- دوري أبطال العرب 2005م.
- الدوري السعودي 2007م.
- المشاركة في كأس العالم للأندية 2005م.

## اسهاماته مع المنتخب
- تحقيق كأس العرب 98 بقطر.
- تحقيق كأس الخليج 2003 بالكويت.
- التأهل لكأس العالم 98 بفرنسا.
- التأهل لكأس العالم 2002 بكوريا الجنوبية واليابان.
- التأهل لكأس العالم 2006 بألمانيا.

## روابط خارجية
- إبراهيم سويد على موقع الاتحاد الدولي (مؤرشف)  (الإنجليزية)
- إبراهيم سويد على موقع قاعدة بيانات كرة القدم.إي يو (الإنجليزية)
- إبراهيم سويد على موقع ناشيونال فوتبول تيمز (الإنجليزية)
- إبراهيم سويد على موقع عالم كرة القدم.نت (الإنجليزية)
- إبراهيم سويد على موقع كووورة